# Classicheggiando Nardi vol. 3
Classicheggiando Nardi vol. 3 è il ventottesimo album in studio del cantante italiano Mauro Nardi, pubblicato nel 2005 dalla Seamusica.

## Tracce
1. Bella – 4:34 (Furio Rendine - Antonio Pugliese)
2. 'E llampadine – 2:46 (Giuseppe Capaldo)
3. Fenesta vascia – 3:39 (Guglielmo Cottrau - Giulio Genoino)
4. Malufiglio – 3:20 (Matassa - Chiarazzo)
5. 'Na bruna – 4:38 (Sergio Bruni - Augusto Visco - Espedito Barrucci - Aniello Langella)
6. Nun'a penzo proprio cchiu' – 4:02 (Capillo - Lama)
7. Santa Lucia luntana – 3:16 (E. A. Mario)
8. Surriento d' 'e 'nnammurate – 3:48 (Lino Benedetto - Enzo Bonagura)
9. Vurria – 3:56 (Pugliese - Rendine)
10. Carmé Carmé – 5:55 (Totò)